# Jeon Hun-young
Jeon Hun-young (29 de maio de 1994) é uma arqueira profissional sul-coreana.

## Carreira
Jeon nasceu em Incheon e cresceu lá. Ela frequentou a Suncheon Elementary School, onde descobriu o tiro com arco. Em 2024, ela lembrou que "Na época, havia um clube de arco e flecha na escola. Enquanto observava o time de arco e flecha atirando flechas no pátio da escola, o treinador me ligou e me encorajou a tentar o arco e flecha, e foi assim que continuei a puxar a corda do arco até hoje." Enquanto frequentava a Incheon Girls' Middle School em 2009, Jeon foi selecionada para a seleção nacional juvenil e estabeleceu um recorde mundial na categoria cadete enquanto competia no Campeonato Mundial Juvenil.
Jeon mais tarde frequentou a Inli Girls' High School e depois a Kyung Hee University. She won silver at the national championships in 2013 and won gold in 2014. Ela ganhou prata no campeonato nacional em 2013 e ouro em 2014. Em 2014, ela fez parte da equipe nacional e participou do Campeonato Mundial Universitário de Tiro com Arco, onde ganhou ouro no evento de equipe mista e bronze no evento individual. Depois de se formar na faculdade, ela competiu nacionalmente por uma equipe representando a Hyundai Department Store e mais tarde por uma equipe representando Incheon. Ela se classificou para a equipe nacional em 2020, mas não competiu em nenhum evento internacional devido à pandemia de COVID-19. Mais tarde, ela competiu nas eliminatórias olímpicas coreanas de 2024 e ficou em segundo lugar, garantindo assim uma vaga nos eventos individuais e de equipe nas Olimpíadas de Verão de 2024. Ela também participou da Copa do Mundo de Tiro com Arco de 2024, ganhando duas medalhas de prata. No evento por equipes nas Olimpíadas, Jeon ajudou a estabelecer um recorde olímpico e mais tarde ganhou uma medalha de ouro, a 10ª vez consecutiva que a equipe sul-coreana venceu o evento por equipes femininas nas Olimpíadas.